# Fissidentalium semivestitum
Fissidentalium semivestitum är en blötdjursart som först beskrevs av Étienne Alexandre Arnould Locard 1897.  Fissidentalium semivestitum ingår i släktet Fissidentalium och familjen Dentaliidae. Inga underarter finns listade i Catalogue of Life.